# RK札格瑞布
RK札格瑞布是位於克羅埃西亞札格瑞布的手球俱樂部。目前，RK札格瑞布參賽於克羅埃西亞超級手球聯賽、克羅埃西亞手球盃、歐洲手總冠軍聯賽和區域性的SEHA聯賽。

## 成績
| 克羅埃西亞 - 克羅埃西亞超級手球聯賽 冠軍 (25): 1992-2016 (每年) - 克羅埃西亞手球盃 冠軍 (23): 1992-2000, 2003-2016 歐洲 - 歐洲手總冠軍聯賽 冠軍 (2): 1991/92, 1992/93 - SEHA聯賽 冠軍 (1): 2012/13 |

## 外部連結
- 官方網站（页面存档备份，存于）